# Annette Klug
Annette Klug (24 de enero de 1969) es una deportista alemana que compitió para la RFA en esgrima, especialista en la modalidad de florete. Participó en los Juegos Olímpicos de Seúl 1988, obteniendo una medalla de oro en la prueba por equipos.

## Palmarés internacional
| Juegos Olímpicos | Juegos Olímpicos     | Juegos Olímpicos | Juegos Olímpicos    |
| Año              | Lugar                | Medalla          | Prueba              |
| ---------------- | -------------------- | ---------------- | ------------------- |
| 1988             | Seúl (Corea del Sur) | Medalla de oro   | Florete por equipos |